# (بنزیل‌ایدن‌استون) آهن تری‌کربونیل
(بنزیل‌ایدن‌استون)آهن تری‌کربونیل (به انگلیسی: (Benzylideneacetone)iron tricarbonyl) با فرمول شیمیایی C۱۳H۱۰FeO۴ یک ترکیب شیمیایی است. که جرم مولی آن ۲۸۶٫۰۶ g/mol می‌باشد. 